# Sevel (Dinamarca)
Sevel es una localidad situada en el municipio de Holstebro, en la región de Jutlandia Central (Dinamarca). Tiene una población estimada, a inicios de 2024, de 497 habitantes.
Está ubicada en el centro-oeste de la península de Jutlandia, al oeste de la ciudad de Aarhus y cerca de la península de Salling y la costa del mar del Norte.
Perteneció al municipio de Vinderup hasta su disolución en 2007.